# Vriesea macrochlamys
Vriesea macrochlamys là một loài thực vật có hoa trong họ Bromeliaceae. Loài này được Mez & Wercklé miêu tả khoa học đầu tiên năm 1904.